# マックス・ドミ
マックス・ドミ（Max Domi, 1995年3月2日 - ）は、カナダ連邦マニトバ州ウィニペグ出身のプロアイスホッケー選手。ナショナルホッケーリーグ（NHL）のトロント・メープルリーフスに所属している。   

## 経歴
2011年に行われたオンタリオ・ホッケーリーグ （OHL）ドラフトにおいて、キングストン・フロンテナクスから指名を受けたが、直後に同じOHLのロンドン・ナイツにトレードで移籍することとなった。ロンドン・ナイツでは2011-12シーズン、2012-13シーズンと2季連続でOHLのチャンピオンに輝いている。

### プロ入りとコヨーテズ時代
2013年のNHLドラフト全体12位でフェニックス・コヨーテズから指名され、同年7月14日にコヨーテズとの3年契約にサインした。 
NHLデビュー戦は2015年10月9日のロサンゼルス・キングス戦。初出場を飾ったこの試合で初ゴール、初アシストも記録している。
2016年1月12日のエドモントン・オイラーズ戦では、NHLでの初のハットトリックを達成した 。 

### カナディアンズ～スターズ時代
2018年6月15日にモントリオール・カナディアンズへトレードで移籍した。同年10月3日、カナディアンズのメンバーとして迎えた2018-19シーズン開幕戦のトロント・メイプルリーフス戦で2アシストを記録。10月17日にはセントルイス・ブルース戦で移籍後初ゴールを挙げた。2020年10月6日にジョシュ・アンダーソンとのトレードでコロンバス・ブルージャケッツへ移籍した。翌10月7日に2年の延長契約にサインした。2021-22シーズン途中でカロライナ・ハリケーンズに移籍した。2022-23シーズンはシカゴ・ブラックホークスの一員として開幕を迎えるが、前年同様、プレイオフを前にシーズン半ばでダラス・スターズに移籍した。プレイオフでは19試合に出場し13ポイントを記録したが、カンファレンス・ファイナルのベガス・ゴールデンナイツ戦第3戦でのミスコンダクトを含め、計52分のペナルティ・ミニッツを課せられた。 

### メープルリーフス時代
2023年7月2日にトロント・メープルリーフスとの単年契約に合意。80試合で47ポイントを挙げ、シーズンオフに4年の契約延長に合意した。 

## 人物
父親のタイ・ドミは、NHLの退場時間ランキング歴代3位(1,020試合出場、ペナルティ・ミニッツ合計3,515分)という記録を持つ元アイスホッケー選手で、マックスは父がウィニペグ所属時に産まれた。 
12歳のときに1型糖尿病との診断を受けており 、現在でも腹部にDexcom社の血糖値チェッカーを着けてプレーしている。 同じく糖尿病を患いながらアイスホッケーの殿堂入りを果たしたボビー・クラークに敬意を表し、アリゾナ・コヨーテズ所属時には同じ背番号16番を着用していた。 